# Chlorion lobatum rugosum
Chlorion lobatum rugosum là một phân loài côn trùng cánh màng trong họ Sphecidae, thuộc chi Chlorion. Loài này được F. Smith miêu tả khoa học đầu tiên năm 1856.